# Топчидерска звезда
Топчидерска звезда је кружни ток у Београду на општини Савски венац у насељу Сењак. Налази се на око 7-8 километара од центра града. Пресеца булевар Војводе Путника који се спаја са улицом кнеза Милоша и Топчидером. Одатле се зракасто пружају улице Андре Николића, према Сењаку и Ужичка, Толстојева и Топчидерски венац ка Дедињу. Око кружног тога смештени су новоиграђени резервора за пијаћу воду „Топчидерска звезда“, затим Архив Југославије, стадион ФК Графичар, Манастир Ваведење Пресвете Богородице и Хајд парк. Топчидерска звезда је уједно и граница између Сењака и Дедиња.